# 722 (numero)
Settecentoventidue (722) è il numero naturale dopo il 721 e prima del 723.

## Proprietà matematiche
- È un numero pari.
- È un numero composto con 6 divisori: 1, 2, 19, 38, 361, 722. Poiché la somma dei suoi divisori (escluso il numero stesso) è 421 < 722 è un numero difettivo.
- È un numero di Ulam.
- È un numero nontotiente (per cui la equazione φ(x) = n non ha soluzione).
- È un numero palindromo nel sistema numerico esadecimale, nel sistema di numerazione posizionale a base 18 (242) e in quello a base 24 (161).
- È parte delle terne pitagoriche  (722, 6840, 6878), (722, 130320, 130322).

## Astronomia
- 722 Frieda è un asteroide della fascia principale del sistema solare.
- NGC 722 è una galassia spirale della costellazione dell'Ariete.

## Astronautica
- Cosmos 722 è un satellite artificiale russo.